# Jänschwalde
Jänschwalde (em baixo sorábio: Janšojce) é um município da Alemanha, situado no distrito de Spree-Neiße, no estado de Brandemburgo. Tem 81,24 km² de área, e sua população em 2019 foi estimada em 1.536 habitantes.